# Metin Toy
Metin Toy (ur. 3 maja 1994 w Kütahya) – turecki siatkarz, grający na pozycji atakującego.

## Sukcesy klubowe
Superpuchar Turcji:
- 2012, 2017, 2020

Puchar Challenge:
- 2014[2]

Liga turecka:
- 2014, 2021
- 2017, 2022[3]

Puchar Turcji:
- 2017

## Sukcesy reprezentacyjne
Mistrzostwa Świata U-23:
- 2015[4]

Liga Europejska:
- 2019
- 2018

## Nagrody indywidualne
- 2015: Najlepszy atakujący Mistrzostw Świata U-23[5]